# Eduardo Zamacois y Zabala
Eduardo Zamacois y Zabala (Bilbao, 2 de julio de 1841-Madrid, 12 de enero de 1871) fue un pintor español, que se especializó en pinturas de pequeño formato al gusto académico. Se le considera el primer artista vasco de éxito internacional, anterior a José Echena e Ignacio Zuloaga. Provenía de una saga de artistas: fue hermano del escritor Niceto de Zamacois, la soprano Elisa Zamacois y del actor Ricardo Zamacois, padre del escritor francés Miguel Zamacois y tío del novelista español Eduardo Zamacois.

## Biografía
Eduardo María Zamacois y Zabala nació el 2 de julio de 1841 en Bilbao. Hijo de Miguel Antonio de Zamacois y Berreteaga, profesor del Colegio de Humanidades de Vizcaya, y de su segunda esposa, la viuda Ruperta María del Pilar de Zabala y Arauco, Del primer matrimonio de su padre con Juana de Urrutia y Mendiola, tuvo diez medio hermanos: Juan Ygnacio, Francisco de Paula Pedro, Juan Niceto, Josef Leandro, Brígida, Justa, Remigia Elena, Miguel Bartolomé Dámaso, Adolfo Gregorio y Pantaleón, y tres medio hermanos por parte de madre. Además tuvo otros siete hermanos: Elisa Petra, Luis Federico, Antonio, Carlota Pilar, Ricardo, Leonardo y Luisa Ynes. Entre sus veinte hermanos y numerosos sobrinos se cuentan historiadores, músicos y poetas. Aunque de familia plenamente bilbaína, el origen del apellido familiar se sitúa en Hasparren (País Vasco francés), donde el apellido se transcribía Samacoys en el siglo XVIII.

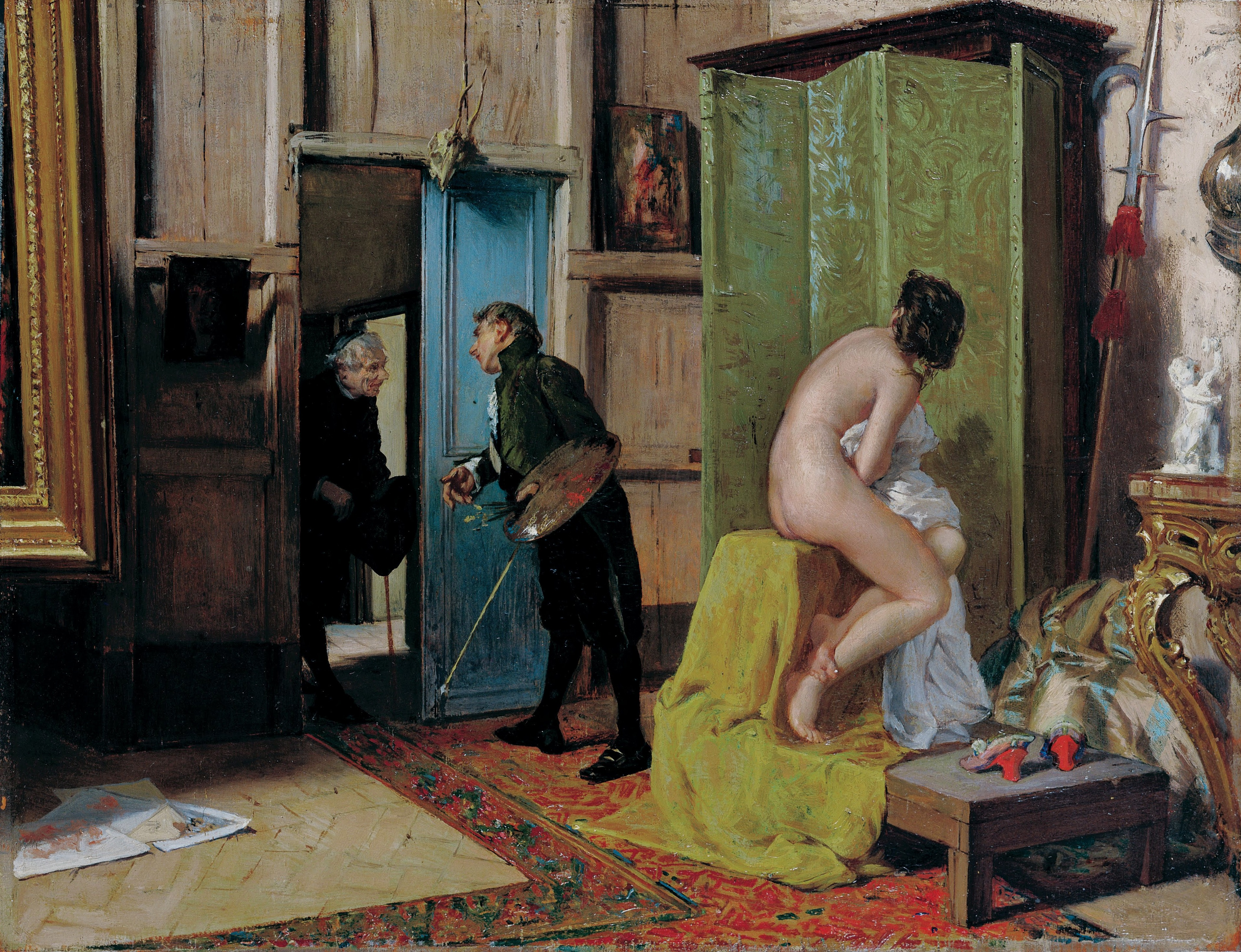
La visita inoportuna (Museo de Bellas Artes de Bilbao, c. 1868).

Eduardo Zamacois recibió una educación esmerada, que incluía clases de dibujo, música y diversos idiomas. Sus primeros conocimientos artísticos los recibió en su ciudad natal, siendo sus profesores Joaquín Balaca y Cosme Duñabeitia. Al poco tiempo su familia se trasladó a Madrid. En 1856 ingresó en la Real Academia de Bellas Artes de San Fernando, siendo discípulo de Federico de Madrazo.
En 1860 se trasladó a París, pensionado por el Señorío de Vizcaya. Instalado en el Hotel Garni del barrio de Montmartre, el primer deseo de Zamacois fue el de ser admitido en la Ècole des Beaux Arts. Al no lograrlo, sus esfuerzos se dirigieron al estudio de Ernest Meissonier, consiguiendo ser aceptado por el maestro. Se especializó en las escenas de género. De trato fácil y hábil en los negocios, Zamacois procuró estar presente en los principales certámenes europeos.

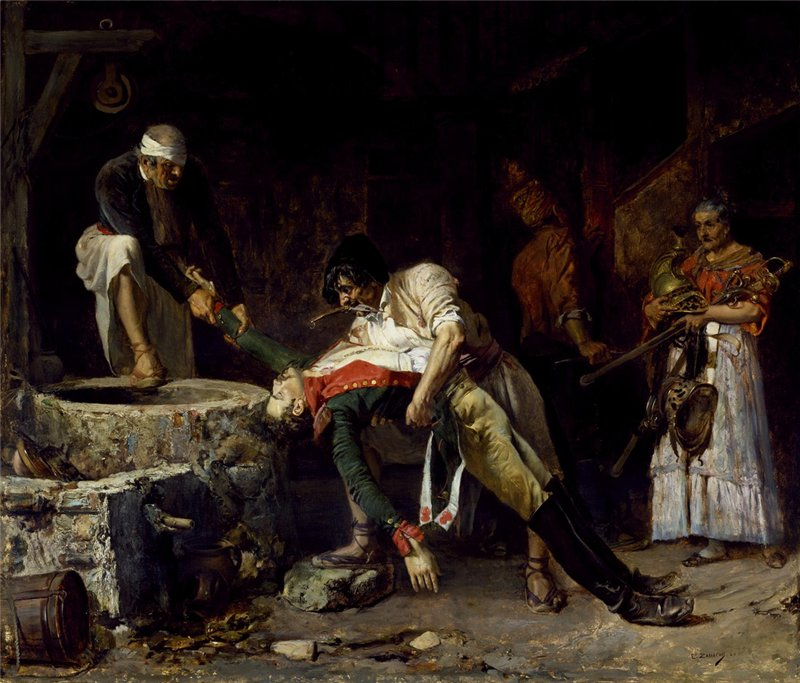
Escena de la ocupación francesa (Walters Art Museum, Baltimore, 1866).

El éxito de Zamacois en España fue rápido. Ya en 1861 se le encargaron trabajos decorativos en los aposentos del futuro rey Alfonso XII en el Palacio Real de Madrid, y ganó dos medallas de 3.ª clase en las Exposiciones Nacionales de 1862 y 1864. La obra galardonada en el segundo de dichos certámenes, Los limosneros, fue adquirida por el Estado y actualmente el Museo del Prado la tiene depositada en el Museo de Málaga junto con El autor y sus amigos, óleo fechado en París en 1862, en el que el pintor se autorretrató trabajando en su estudio.
En París contrajo matrimonio en 1865 con Louise Marie Héloïse Perrin, a quien conoció en casa de su íntimo amigo, el pintor Jehan Georges Vibert. El matrimonio tuvo dos niños: Miguel Louis Pascual, nacido el 8 de septiembre de 1866 en Louveciennes, quien llegaría a destacar como periodista y dramaturgo en francés, y Marie Hélène el 14 de septiembre de 1871, a la que no llegó a conocer, casada en 1899 con el pintor Jean Alfred Marioton.

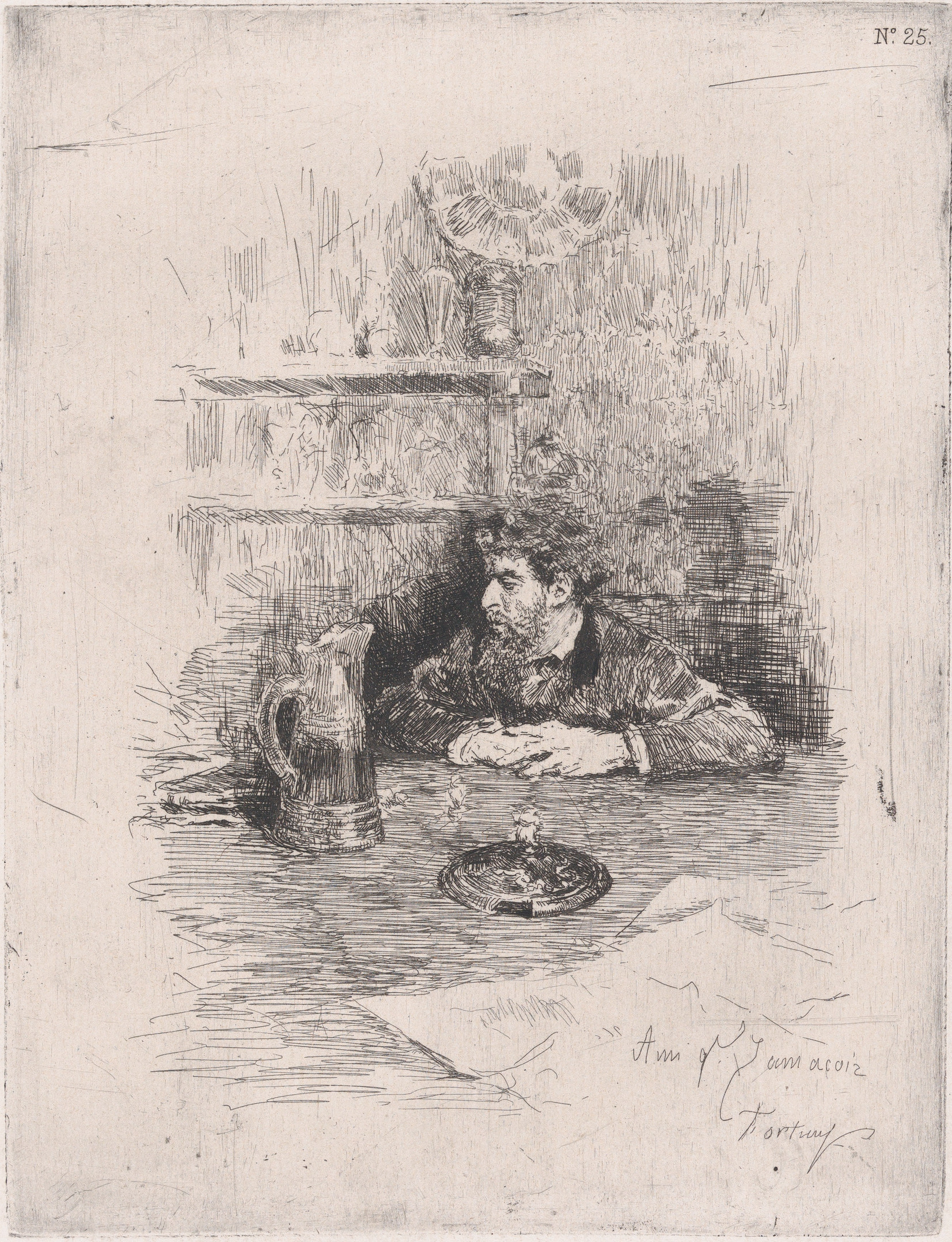
Zamacois, retratado hacia 1869 por Mariano Fortuny en un grabado al aguafuerte (ejemplar perteneciente al Metropolitan Museum of Art de Nueva York).

En 1866 Zamacois conoció al pintor Mariano Fortuny, forjándose una gran amistad entre ambos. Testimonio de ello es un retrato que Fortuny le grabó en 1869, acodado en una mesa; es uno de los mejores aguafuertes del maestro catalán. Además, Zamacois hubo de posar como figurante (vestido de torero) para la obra maestra de Fortuny La vicaría (Barcelona, MNAC). Fue Zamacois, protegido por el editor Adolphe Goupil, quien puso en contacto a Goupil y Fortuny; gracias a ello el maestro catalán suscribió un contrato de exclusividad con la firma Goupil & Cie. que propulsó su fama y afianzó su bienestar económico.
En 1870 obtuvo la Medalla de Oro del Salón Oficial de París por el cuadro La educación de un príncipe. Este galardón aumentó su fama, incluso en Londres; en 1872, el escritor Charles Dickens compraría su pintura El guarda campestre. Dado por perdido durante décadas, en 2024 este cuadro reapareció en una subasta en el extranjero y fue adquirido por el Museo de Bellas Artes de Bilbao.
A consecuencia de la Guerra franco-prusiana y también por problemas de salud, a principios de 1871 Zamacois abandonó Francia para dirigirse a Madrid donde al poco de llegar murió prematuramente a la edad de 29 años, el 12 de enero de 1871.
En 1878 recibió un diploma y homenaje póstumo en la Exposición Universal de París. Su marchante Goupil publicaría un tomo con fotografías de sus mejores obras.

## Obra
A pesar de que sus primeros maestros fueron todos consumados retratistas, Zamacois apenas cultivó este género. Su arte se desarrolló en la pintura de género, en un estilo preciosista, y en general, de pequeño formato. Meissonier, admirador de los pintores flamencos del siglo XVII, opinaba que pintura e historia debían «ir de la mano». En esa época, en toda Europa, pero más concretamente en Francia, se desarrolló un gran interés por la historia. No fueron ajenos a este hecho la obra de reputados autores como Dumas y Victor Hugo. Si bien en España la moda eran los grandes cuadros de historia, de gran tamaño, en Francia se prefirió una pintura historicista de pequeño formato.
Las claves del arte de Zamacois, plenamente seguidor de esa corriente historicista son: color puro, composición atinada, y un detallismo minucioso.
Una excelente muestra es la obra La visita inoportuna, del Museo de Bellas Artes de Bilbao, donde asistimos a una representación de un taller de artista, en el que una modelo, desnuda, posa para un pintor, cuando son interrumpidos por la visita de un sacerdote.
Paradójicamente, obtuvo mayor éxito y reconocimiento en las diferentes exposiciones nacionales francesas que en las ocasiones en que se decidió a exhibir cuadros en las celebradas en España.

## Selección de obras
- Una despensa (1858-59; Museo de Bellas Artes de Bilbao)
- Niños jugando a los toros (1863; Museo de Bellas Artes de Bilbao)
- Un violinista
- Oficial de guardia
- Últimos momentos de Cervantes
- La primera espada
- Bautizo de pobre (1868; Museo San Telmo, San Sebastián)
- Bufones jugando al cochonnet (1868; Museo de Bellas Artes de Bilbao)
- La educación de un príncipe
- La visita inoportuna (1868; Museo de Bellas Artes de Bilbao)
- El regreso al convento o El monje y el burro rebelde (1868; Museo Carmen Thyssen Málaga)
- Fraile componiendo su peluca
- Saludo al rey (acuarela, 1870; Museo del Prado)
- Le favori du roi o El favorito del rey (Colección Frankel Family Trust)

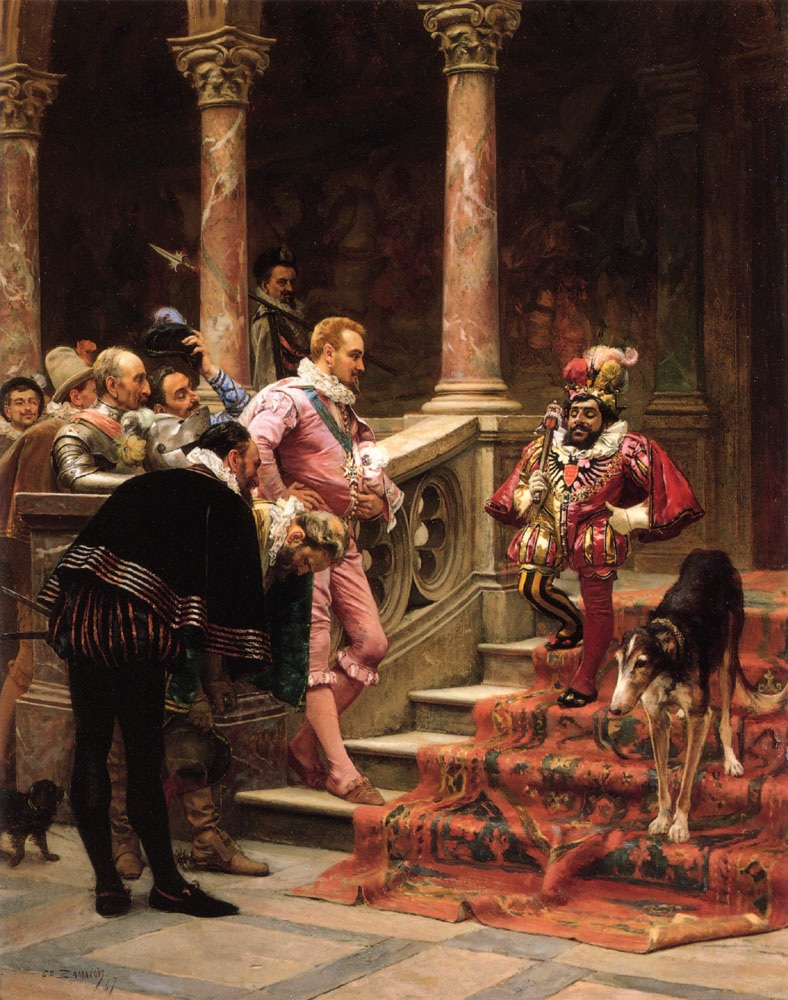
El favorito del rey (Colección Frankel Family Trust, Dallas, 1865-67)
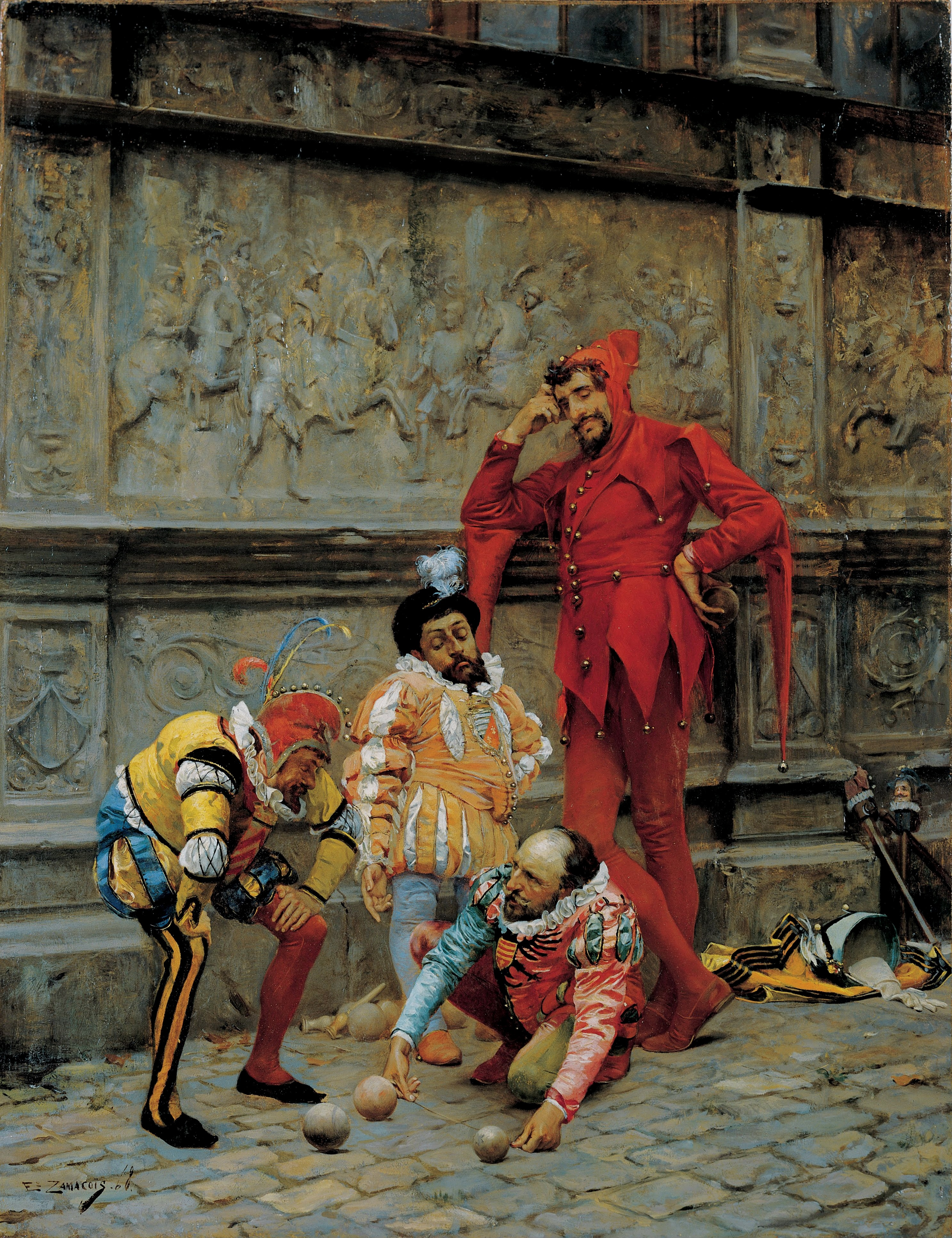
Bufones jugando al Cochonnet (Museo de Bellas Artes de Bilbao, 1868).
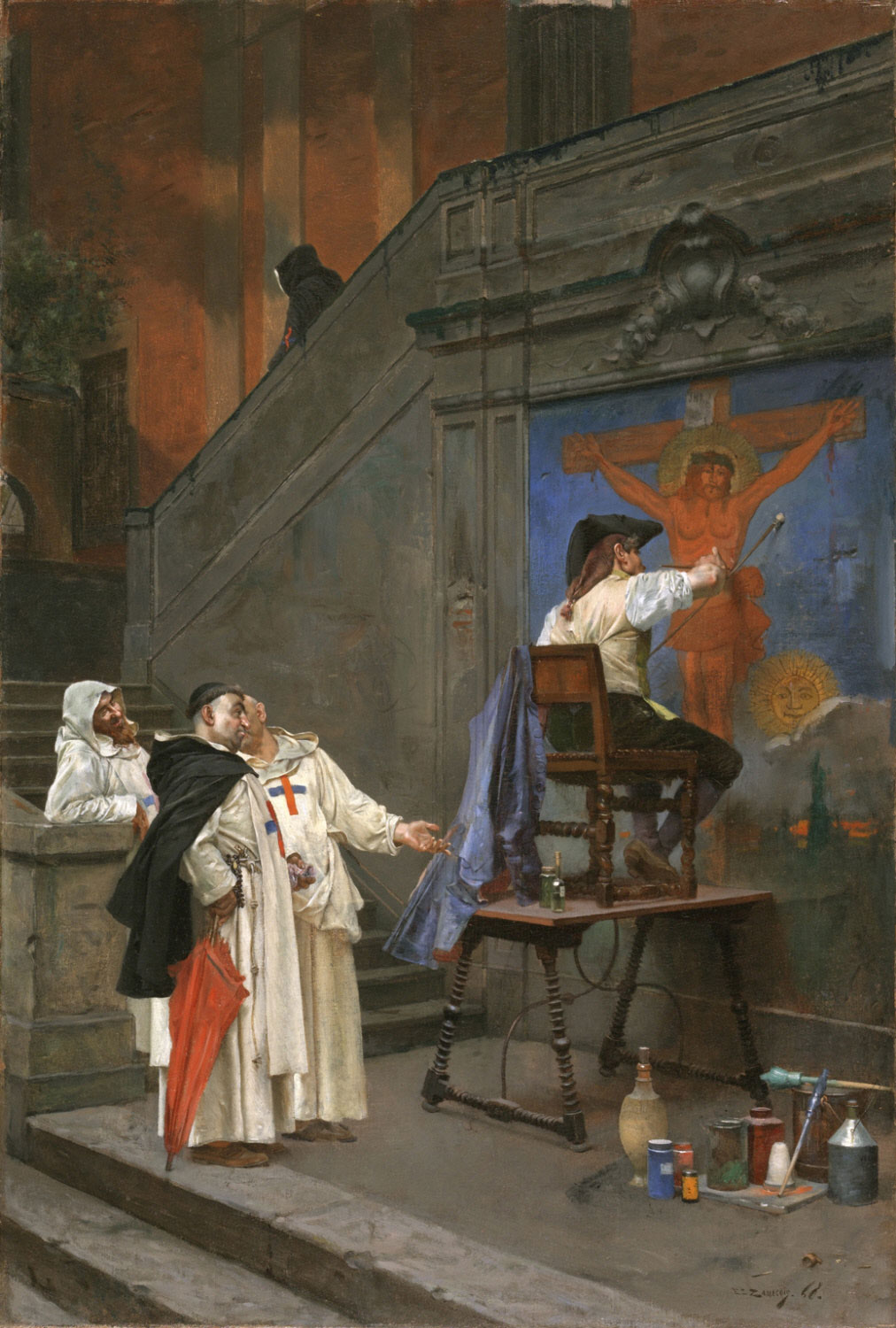
Trop de Sang (Museo de Arte de Filadelfia, 1868).
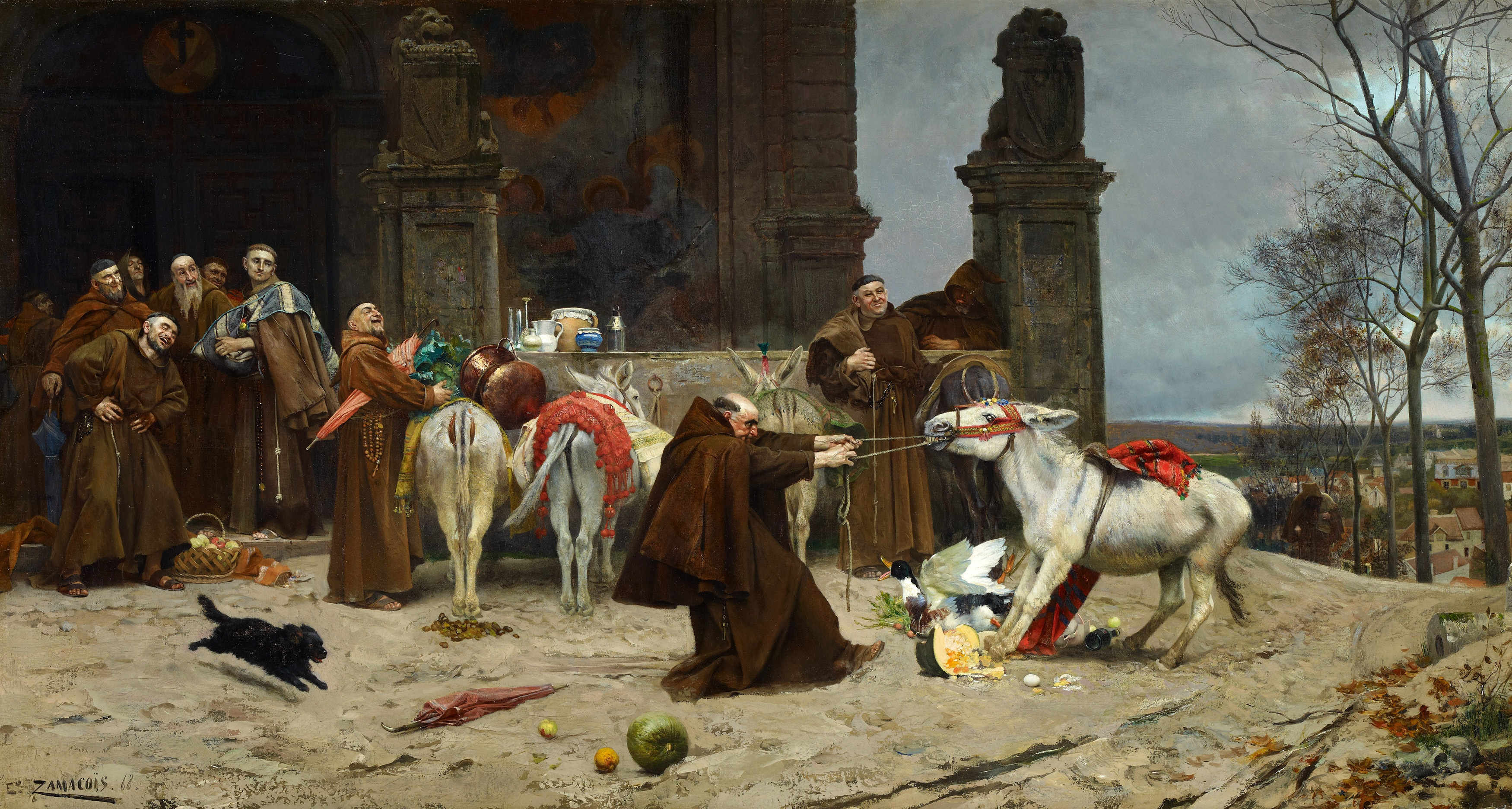
El monje y el burro rebelde o Regreso al convento (Museo Carmen Thyssen Málaga, 1868).
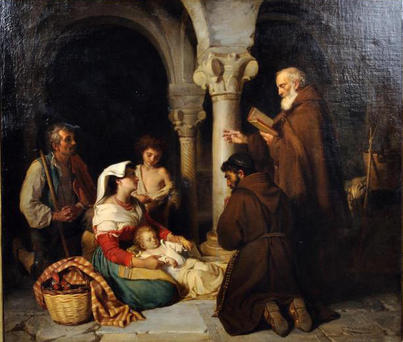
Bautizo de pobre (Museo San Telmo, San Sebastián, 1868).
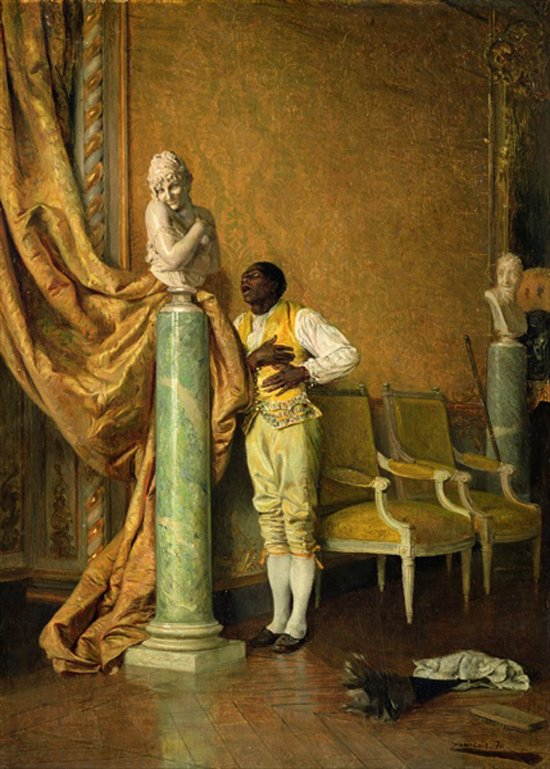
Amor platónico (Instituto de Arte Clark, 1870).